# Sundanesen

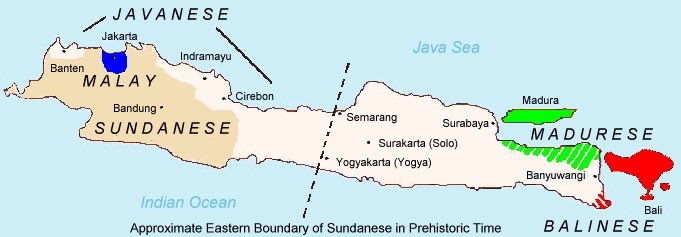
Verbreitungsgebiet der Sundanesen

Die Sundanesen sind eine Ethnie von etwa 30,9 Millionen (2000) Mitgliedern im westlichen Teil der Insel Java in Indonesien.
Sie leben vor allem in den Provinzen Jawa Barat (Westjava), Banten, Jakarta und dem westlichen Teil von Jawa Timur (Ostjava).
Die meisten von ihnen sind Muslime. Sie sprechen Sundanesisch (sundanesisch basa Sunda; indonesisch bahasa Sunda), die in Indonesien zweithäufigste Sprache.
Die Sundanesen sind austronesischen Ursprungs und erreichten ungefähr 1000 v. Chr. Java.